# Liste de films français sortis en 1911
Listes de films français
- 1907
- 1908
- 1909
- 1910
- 1911
- 1912
- 1913
- 1914
- 1915

Liste non exhaustive de films français sortis en 1911.

## 1911
| Titre                                                                                   | Réalisateur                           | Distribution                                                                                 | Genre                            | Notes                             |
| --------------------------------------------------------------------------------------- | ------------------------------------- | -------------------------------------------------------------------------------------------- | -------------------------------- | --------------------------------- |
| L'Agence Alice ou la Sécurité des ménages                                               | Georges Monca                         | Mistinguett, Roger Monteaux                                                                  | Comédie                          | 185 m                             |
| L'Aigle des roches                                                                      | Michel Carré                          | Louis Ravet                                                                                  | Film dramatique                  | 210 m                             |
| L'Alibi                                                                                 | Louis Feuillade                       | René Navarre, Renée Carl                                                                     |                                  | 208 m                             |
| L'Âme du violon                                                                         | Léonce Perret                         | Yvette Andréyor, André Luguet, Fabienne Fabrèges, Suzanne Le Bret                            | Film dramatique                  | 300 m                             |
| L'Amour qui tue                                                                         | Léonce Perret                         | René Navarre, Yvette Andréyor                                                                |                                  | 334 m                             |
| Amoureux de sa voisine                                                                  | Georges Monca                         | Charles Prince, Eugène Didier, Yvonne Harnold, Paul Fromet                                   | Comédie                          | 155 m.                            |
| L'Anniversaire de Mademoiselle Félicité                                                 | Georges Denola                        | Madeleine Guitty, Charles Dechamps                                                           |                                  | 235 m                             |
| L'Armure de feu                                                                         | Gaston Velle                          | Berthe Bovy                                                                                  |                                  | 235 m                             |
| L'Art de payer ses dettes                                                               | Georges Monca                         | Émile Mylo, Bach                                                                             | Comédie                          | 150 m                             |
| L'Assassinat d'Henri III                                                                | Henri Desfontaines Louis Mercanton    | Henri Desfontaines, Gaston Roudès                                                            |                                  |                                   |
| Au bord du gouffre                                                                      | Louis Feuillade                       | Suzanne Grandais, Jean Ayme                                                                  |                                  |                                   |
| Au temps des grisettes                                                                  | Georges Denola                        | Charles Dechamps, Paul Capellani                                                             |                                  | 225 m                             |
| Aux lions les chrétiens                                                                 | Louis Feuillade                       | Renée Carl, René Navarre, Alice Tissot                                                       | Film dramatique                  | 276 m                             |
| Aux mains des bandits                                                                   | Jean Durand                           | Joë Hamman                                                                                   |                                  |                                   |
| Les Aventures du baron de Münchhausen                                                   | Georges Méliès                        |                                                                                              | Comédie                          | 11 min                            |
| L'Aventurière, dame de compagnie                                                        | Louis Feuillade                       | Renée Carl, Henri Duval, Paul Manson                                                         |                                  | 328 m                             |
| L'Aventure de Miette                                                                    | Émile Chautard                        | Suzanne Grandais, René d'Auchy                                                               |                                  | 244 m.                            |
| Barbe grise                                                                             | Georges Monca                         | Charles Mosnier, Georges Tréville, Paul Capellani, Gaston Sainrat, Andrée Pascal             | Film dramatique                  | 220 m.                            |
| Le Bas de laine/Le Trésor                                                               | Louis Feuillade                       | Maurice Mariaud, Renée Carl                                                                  |                                  | 300 m                             |
| Bébé à la ferme                                                                         | Louis Feuillade                       | René Dary, Renée Carl                                                                        | Comédie                          | 214 m                             |
| Bébé a le béguin                                                                        | Louis Feuillade                       | René Dary, Renée Carl                                                                        | Comédie                          | 150 m                             |
| Bébé a lu la fable                                                                      | Louis Feuillade                       | René Dary, Renée Carl                                                                        | Comédie                          |                                   |
| Bébé agent d'assurances                                                                 | Louis Feuillade                       | René Dary, Renée Carl                                                                        | Comédie                          | 188 m                             |
| Bébé au Maroc                                                                           | Louis Feuillade                       | René Dary, Renée Carl                                                                        | Comédie                          | 421 m                             |
| Bébé candidat au mariage                                                                | Louis Feuillade                       | René Dary, Renée Carl                                                                        | Comédie                          | 210 m                             |
| Bébé chemineau                                                                          | Louis Feuillade                       | René Dary, Renée Carl                                                                        | Comédie                          | 200 m                             |
| Bébé corrige son père                                                                   | Louis Feuillade                       | René Dary, Renée Carl                                                                        | Comédie                          | 163 m                             |
| Bébé court après sa montre                                                              | Louis Feuillade                       | René Dary, Renée Carl                                                                        | Comédie                          | 200 m                             |
| Bébé devient féministe                                                                  | Louis Feuillade                       | René Dary, Renée Carl                                                                        | Comédie                          | 141 m                             |
| Bébé est au silence                                                                     | Louis Feuillade                       | René Dary, Renée Carl                                                                        | Comédie                          | 87 m                              |
| Bébé est myope                                                                          | Louis Feuillade                       | René Dary, Renée Carl                                                                        | Comédie                          | 178 m                             |
| Bébé est neurasthénique                                                                 | Louis Feuillade                       | René Dary, Renée Carl                                                                        | Comédie                          | 240 m                             |
| Bébé est socialiste                                                                     | Louis Feuillade                       | René Dary, Renée Carl                                                                        | Comédie                          | 148 m                             |
| Bébé est sourd                                                                          | Louis Feuillade                       | René Dary, Renée Carl                                                                        | Comédie                          | 119 m                             |
| Bébé et la Danseuse                                                                     | Louis Feuillade                       | René Dary, Renée Carl                                                                        | Comédie                          | 149 m                             |
| Bébé et sa propriétaire                                                                 | Louis Feuillade                       | René Dary, Renée Carl                                                                        | Comédie                          | 147 m                             |
| Bébé et son âne                                                                         | Louis Feuillade                       | René Dary, Renée Carl                                                                        | Comédie                          | 98 m                              |
| Bébé fait chanter sa bonne                                                              | Louis Feuillade                       | René Dary, Renée Carl                                                                        | Comédie                          | 155 m                             |
| Bébé fait de l'hypnotisme                                                               | Louis Feuillade                       | René Dary, Renée Carl                                                                        | Comédie                          | 150 m                             |
| Bébé fait du cinéma/ (ou Bébé joue au cinéma)                                           | Louis Feuillade                       | René Dary, Jeanne Saint-Bonnet                                                               | Comédie                          | 12 min                            |
| Bébé fait son problème                                                                  | Louis Feuillade                       | René Dary, Renée Carl                                                                        | Comédie                          | 150 m                             |
| Bébé fait une fugue                                                                     | Louis Feuillade                       | René Dary, Renée Carl                                                                        | Comédie                          | 295 m                             |
| Bébé flirte                                                                             | Louis Feuillade                       | René Dary, Renée Carl                                                                        | Comédie                          | 177 m                             |
| Bébé Hercule                                                                            | Louis Feuillade                       | René Dary, Renée Carl                                                                        | Comédie                          | 128 m                             |
| Bébé la terreur                                                                         | Louis Feuillade                       | René Dary, Renée Carl                                                                        | Comédie                          | 144 m                             |
| Bébé marchand des quatre saisons                                                        | Louis Feuillade                       | René Dary, Renée Carl                                                                        | Comédie                          | 217 m                             |
| Bébé marie son oncle                                                                    | Louis Feuillade                       | René Dary, Renée Carl                                                                        | Comédie                          | 249 m                             |
| Bébé millionnaire                                                                       | Louis Feuillade                       | René Dary, Renée Carl                                                                        | Comédie                          | 170 m                             |
| Bébé moraliste                                                                          | Louis Feuillade                       | René Dary, Renée Carl                                                                        | Comédie                          | 97 m                              |
| Bébé nègre                                                                              | Louis Feuillade                       | René Dary, Renée Carl                                                                        | Comédie                          | 130 m                             |
| Bébé philanthrope                                                                       | Louis Feuillade                       | René Dary, Renée Carl                                                                        | Comédie                          | 150 m                             |
| Bébé pratique le jiu-jitsu                                                              | Louis Feuillade                       | Renée Carl, René Dary, Paul Manson                                                           | Comédie                          | 124 m                             |
| Bébé prestidigitateur                                                                   | Louis Feuillade                       | René Dary, Renée Carl                                                                        | Comédie                          | 90 m                              |
| Bébé protège sa sœur                                                                    | Louis Feuillade                       | René Dary, Renée Carl, René Navarre                                                          | Comédie                          | 149 m                             |
| Bébé roi                                                                                | Louis Feuillade                       | René Dary, Renée Carl, Paul Manson                                                           | Comédie                          | 160 m                             |
| Bébé sur la Canebière                                                                   | Louis Feuillade                       | René Dary, Renée Carl                                                                        | Comédie                          | 145 m                             |
| Bébé veut imiter Saint-Martin                                                           | Louis Feuillade                       | René Dary, Renée Carl                                                                        | Comédie                          | 133 m                             |
| Les Béquilles                                                                           | Léonce Perret                         | André Luguet, Yvette Andréyor, Léonce Perret                                                 |                                  | 12 minutes                        |
| Les Blouses blanches                                                                    | Léonce Perret                         | Suzanne Grandais, Yvette Andréyor                                                            |                                  | 620 m                             |
| Le Bon Roi Dagobert                                                                     | Georges Monca                         | Charles Prince, Germaine Reuver, Paul Landrin, Gabrielle Chalon                              | Comédie                          | 155 m.                            |
| Boubouroche                                                                             | Georges Monca                         | Georges Tréville, Henri Bosc                                                                 |                                  | 260 m                             |
| Le Bracelet de la marquise                                                              | Louis Feuillade                       | René Dary, Renée Carl                                                                        | Comédie                          | 283 m                             |
| Cadoudal                                                                                | Gérard Bourgeois                      | René Alexandre, Rolla Norman                                                                 | Film dramatique Film historique  |                                   |
| Calino architecte                                                                       | Jean Durand                           | Clément Mégé, Gaston Modot                                                                   | Comédie                          | 150 m                             |
| Calino cocher                                                                           | Jean Durand                           | Clément Mégé, Gaston Modot                                                                   | Comédie                          | 112 m                             |
| Calino devient enragé                                                                   | Jean Durand                           | Clément Mégé, Gaston Modot                                                                   | Comédie                          |                                   |
| Calino et ses pensionnaires                                                             | Jean Durand                           | Clément Mégé, Gaston Modot                                                                   | Comédie                          | 130 m                             |
| Calino inspecteur du travail                                                            | Jean Durand                           | Clément Mégé, Joë Hamman                                                                     | Comédie                          |                                   |
| Calino médecin par amour                                                                | Jean Durand                           | Clément Mégé, Gaston Modot                                                                   | Comédie                          | 149 m                             |
| Calino polygame                                                                         | Jean Durand                           | Clément Mégé, Gaston Modot                                                                   | Comédie                          |                                   |
| Calino veut être cow-boy                                                                | Jean Durand                           | Clément Mégé, Joë Hamman                                                                     | Comédie                          | 140 m                             |
| Les Capuchons noirs                                                                     | Louis Feuillade                       | Maurice Vinot, Edmond Bréon                                                                  |                                  |                                   |
| Cent dollars mort ou vif                                                                | Jean Durand                           | Joë Hamman, Gaston Modot, Berthe Dagmar                                                      | Western                          | 278 m                             |
| César Birotteau                                                                         | Émile Chautard Victorin Jasset        | Georges Saillard                                                                             | Film dramatique                  | 286 m                             |
| Charles VI                                                                              | Louis Feuillade                       |                                                                                              |                                  | 300 m                             |
| Le Chef-lieu de canton                                                                  | Louis Feuillade                       | Henri Duval, Suzanne Grandais                                                                | Film dramatique                  |                                   |
| Le Chemineau Rinkeur                                                                    | Jean Durand                           | Gaston Modot                                                                                 |                                  |                                   |
| La Cherté des vivres                                                                    | Alfred Machin                         |                                                                                              | Comédie                          | 165 m                             |
| Le Chevalier d'Essex                                                                    | André Calmettes, Henri Pouctal        | Henri Pouctal, Jacques Guilhène                                                              | Film historique                  |                                   |
| Les Cheveux de l'aimée                                                                  | Jean Durand                           | Gaston Modot                                                                                 |                                  |                                   |
| Le Colonel Chabert                                                                      | André Calmettes Henri Pouctal         | Claude Garry, Romuald Joubé                                                                  |                                  |                                   |
| Le Crime inutile                                                                        | Louis Feuillade                       | René Navarre, Renée Carl                                                                     |                                  |                                   |
| Cruelle Illusion                                                                        | Émile Chautard                        | Suzanne Revonne, Georges Saillard                                                            |                                  | 248 m                             |
| La Cure d'Anatole                                                                       | Jean Durand                           | Gaston Modot                                                                                 |                                  |                                   |
| La Cure de solitude                                                                     | Léonce Perret                         | Yvette Andréyor, Léonce Perret                                                               |                                  | 7 minutes                         |
| Cyprien est neurasthénique                                                              | Jean Durand                           | Gaston Modot                                                                                 |                                  |                                   |
| Dans la vie                                                                             | Louis Feuillade Léonce Perret         | Yvette Andréyor, Renée Carl, Léonce Perret                                                   |                                  | 190 m                             |
| Le Dernier Mot                                                                          | Jean Durand                           | Lucien Bataille, Gaston Modot                                                                | Comédie                          | 120 m                             |
| Le Devoir et l'Honneur                                                                  | Henri Andréani                        | René Alexandre, Henri Andréani                                                               | Film dramatique                  | 240 m                             |
| Le Dévouement d'un gosse                                                                | Alfred Machin                         | Maurice Mathieu                                                                              |                                  | 8 min                             |
| La Digue                                                                                | Abel Gance                            | Robert Lévy, Pierre Renoir, Paulette Noizeux                                                 |                                  |                                   |
| La Doctoresse (ou Rigadin et la doctoresse)                                             | Georges Monca                         | Mistinguett, Gaston Prika, Pâquerette                                                        | Comédie                          | 160 m                             |
| Les Doigts qui voient                                                                   | Georges-André Lacroix                 | Renée Carl, Paul Manson                                                                      |                                  | 300 m                             |
| En Camargue                                                                             | Jean Durand                           | Joë Hamman, Gaston Modot                                                                     | Western                          |                                   |
| En grève                                                                                | Louis Feuillade                       | René Navarre, Renée Carl, Luitz-Morat                                                        | Film dramatique                  | 245 m                             |
| L'Élixir de jouvence (ou Rigadin veut rajeunir) (ou encore Rigadin entre deux âges)     | Georges Monca                         | Charles Prince                                                                               | Comédie                          | 105 mètres                        |
| L'Enlèvement de tante Ursule                                                            | Louis Feuillade                       |                                                                                              |                                  |                                   |
| L'Étendard (ou Tiphaine ou L'âme des Flandres) (ou encore Le Drapeau)                   | Léonce Perret                         | Emile Keppens, Renée Carl, Joachim Renez, Fabienne Fabrèges, Léonce Perret                   |                                  | 252 m                             |
| Eugène amoureux                                                                         | Léonce Perret                         | Léonce Perret, Valentine Petit                                                               | Comédie                          | 148 m                             |
| Eugénie, redresse-toi                                                                   | Jean Durand                           | Marie Dorly                                                                                  | Comédie                          | 5 min                             |
| Falstaff                                                                                | Henri Desfontaines                    | Denis d'Inès, Françoise Rosay                                                                | Film dramatique                  |                                   |
| La Femme du saltimbanque                                                                | Georges Denola                        | Georges Dorival, Georges Tréville, Marthe Mellot, Émile Mylo                                 | Film dramatique                  | 385 m.                            |
| La Femme-cochère                                                                        | Henri Desfontaines                    | Tramel, René Koval                                                                           |                                  |                                   |
| La Fête de Marguerite                                                                   | Georges Denola                        | Juliette Clarens, Louis Blanche, Émile Mylo, André Simon, Paul Fromet                        | Comédie                          | 230 m.                            |
| Le Feu au couvent                                                                       | Gaston Benoît, Georges Monca          | Georges Tréville, Catherine Fonteney, Roger Monteaux, Gaston Prika et Armand Lurville        | Film dramatique                  | 8 min.                            |
| La Fiancée d'Éole                                                                       | Louis Feuillade                       |                                                                                              |                                  |                                   |
| Fidèle                                                                                  | Léonce Perret                         | Léonce Perret                                                                                | Romance                          |                                   |
| Fidélité romaine                                                                        | Louis Feuillade                       | Jean Aymé                                                                                    |                                  | 240 m                             |
| La Fille du clown                                                                       | Georges Denola                        | Théodore Thalès, Georges Tréville, Gaston Prika, Rose Grane                                  | Film dramatique                  | 9 min.                            |
| La Fille du juge d'instruction                                                          | Louis Feuillade                       | Renée Carl, René Dary                                                                        | Comédie                          | 280 m                             |
| Le Fils de la reine aveugle                                                             | Louis Feuillade                       | Georges Wague, Renée Carl                                                                    |                                  |                                   |
| Le Fils de la Salamite                                                                  | Louis Feuillade                       | Renée Carl, Luitz-Morat, Léonce Perret                                                       | Film dramatique                  | 250 m                             |
| Le Fils de Locuste                                                                      | Louis Feuillade                       | Yvette Andréyor, Renée Carl, Luitz-Morat                                                     | Film dramatique                  | 300 m                             |
| La Fin de Don Juan                                                                      | Victorin Jasset                       | Claude Garry, Maurice Chambreuil                                                             | Film dramatique                  |                                   |
| Le Flirt dangereux                                                                      | René Leprince                         | Jeanne Provost, Claude Garry                                                                 | Film dramatique                  | 225 m                             |
| Flore et Zéphir                                                                         | Louis Feuillade                       | Alice Tissot, Renée Carl                                                                     |                                  |                                   |
| Le Frère de lait                                                                        | Jean Durand                           | Clément Mégé, Gaston Modot                                                                   | Comédie                          | 180 m                             |
| Fumeur d'opium                                                                          | Victorin Jasset                       | Henri Gouget, Georges Saillard                                                               |                                  | 250 m                             |
| Gisèle, enfant terrible                                                                 | Léonce Perret                         | Gisèle Gravier, Marie Dorly                                                                  | Comédie                          | 10 min                            |
| Le Grand-père                                                                           | Émile Chautard                        | Geo Leclercq, Renée Sylvaire, Émile Matrat, André Liabel                                     | Comédie                          | 215 m.                            |
| Le Grand-père (ou L'Art d'être grand-père)                                              | Georges Monca                         | Charles Mosnier, Jeanne Bérangère, Roger Monteaux, Maria Fromet                              | Comédie                          | 270 m.                            |
| Héliogabale                                                                             | Louis Feuillade                       | Jean Aymé, Luitz-Morat, Louise Lagrange                                                      | Film dramatique                  | 8 min                             |
| L'Héritage de l'oncle Rigadin                                                           | Georges Monca                         | Charles Prince                                                                               | Comédie                          | 220 m.                            |
| L'Héritage du demi-solde                                                                | Louis Feuillade                       | Renée Carl, Luitz-Morat, Edmond Bréon                                                        |                                  |                                   |
| L'Héritage manqué (ou Rigadin hérite)                                                   | Georges Monca                         | Charles Prince, Paul Landrin, Andrée Marly, Léontine Massart                                 | Comédie                          | 170 m.                            |
| L'Heure qui tue                                                                         | Louis Feuillade                       |                                                                                              |                                  |                                   |
| L'Histoire d'une rose                                                                   | Camille de Morlhon                    | Berthe Bovy, René Maupré                                                                     | Film dramatique                  |                                   |
| L'Inespérée Conquête                                                                    | Georges Monca                         | Henry Krauss, Maurice Luguet, Max André, Jeanne Bérangère                                    | Comédie                          | 290 m.                            |
| L'Inoubliable Berceuse                                                                  | Jean Durand                           | Lucien Bataille, Gaston Modot                                                                | Comédie                          | 150 m                             |
| J'ai perdu ma manche (ou Rigadin perd sa manche)                                        | Georges Monca                         | Charles Prince, Fernand Tauffenberger, Nancy Vallier, Paul Fromet                            | Comédie                          | 165 m.                            |
| Jésus de Nazareth                                                                       | Henri Desfontaines André Calmettes    | Henri Desfontaines, Henri Pouctal, Jules Leitner                                             |                                  |                                   |
| Lâché par sa femme (ou Monsieur et Madame boudent ou encore Rigadin lâché par sa femme) | Georges Monca                         | Charles Prince, Gabrielle Lange, Paulette Lorsy                                              | Comédie                          | 150 m.                            |
| Latude ou Trente-cinq ans de captivité                                                  | Gérard Bourgeois Georges Fagot        | René Alexandre, Berthe Bovy                                                                  |                                  | 255 m                             |
| La Lettre aux cachets rouges                                                            | Louis Feuillade                       | René Navarre, Renée Carl Yvette Andréyor                                                     | Film dramatique                  | 250 m                             |
| La Lettre chargée                                                                       | Jean Durand                           | Gaston Modot                                                                                 |                                  |                                   |
| La Lettre égarée                                                                        | Louis Feuillade                       | Edmond Bréon, René Navarre, Paul Manson                                                      |                                  |                                   |
| La Lettre inachevée (ou Fatale rencontre)                                               | Georges Denola                        | Théodore Thalès, dit Le mime Thalès, Émile Mylo, Jeanne Bérangère                            | Film dramatique                  | 200 m.                            |
| Le Lys brisé                                                                            | Léonce Perret                         | Fabienne Fabrèges, Jeanne Marie-Laurent,                                                     |                                  | 7 min.                            |
| Ma tante fait de la peinture                                                            | Jean Durand                           | Lucien Bataille, Gaston Modot                                                                | Comédie                          | 135 m                             |
| Madame Sans-Gêne                                                                        | André Calmettes Henri Desfontaines    | Gabrielle Réjane                                                                             | Comédie                          | 940 m                             |
| Les Mains vengeresses                                                                   | Georges Monca                         | Georges Grand, Jeanne Delvair, Maria Fromet                                                  | Film dramatique                  | 405 m.                            |
| La Maison de la peur                                                                    | Louis Feuillade                       | René Navarre, Renée Carl                                                                     | Comédie                          | 225 m                             |
| Maître chanteur                                                                         | Louis Feuillade                       | Henri Gallet                                                                                 |                                  |                                   |
| Le Mariage aux épingles                                                                 | Georges Monca                         | Charles Prince, André Simon, Armand Lurville, René Gréhan                                    | Comédie                          | 165 m.                            |
| Le Mariage de l'aînée                                                                   | Louis Feuillade                       | René Navarre, Renée Carl, Paul Manson                                                        | Film dramatique                  |                                   |
| Le Mariage de Zanetto                                                                   | Léonce Perret                         | André Luguet, Léonce Perret, Yvette Andréyor                                                 | Film dramatique                  | 300 mètres                        |
| Marie Stuart et Rizzio                                                                  | Louis Feuillade                       | Renée Carl, Edmond Bréon                                                                     |                                  |                                   |
| Max a un duel                                                                           | Max Linder                            | Max Linder, Georges Coquet                                                                   | Comédie                          | 235 m                             |
| Max cherche une fiancée                                                                 | Lucien Nonguet                        | Max Linder                                                                                   | Comédie                          | 200 m                             |
| Max dans sa famille/ (ou Max en convalescence )                                         | Max Linder                            | Max Linder et sa famille                                                                     | Comédie                          | 245 m                             |
| Max et les crêpes                                                                       | Max Linder                            | Max Linder, Jane Renouardt                                                                   | Comédie                          | 210 m                             |
| Max et sa belle-mère                                                                    | Max Linder Lucien Nonguet             | Max Linder, Léon Belières                                                                    | Comédie                          | 590 m                             |
| Max fiancé                                                                              | Lucien Nonguet                        | Max Linder                                                                                   | Comédie                          | 215 m                             |
| Max prend un bain                                                                       | Lucien Nonguet                        | Max Linder                                                                                   | Comédie                          | 201 m                             |
| Max se marie                                                                            | Max Linder Lucien Nonguet             | Max Linder, Charles de Rochefort                                                             | Comédie                          | 155 m                             |
| Max victime du quinquina                                                                | Max Linder                            | Max Linder                                                                                   | Comédie                          | 375 m                             |
| Le Médecin de service (ou Rigadin remplace le médecin de service)                       | Georges Monca                         | Charles Prince, Henri Legrand, Gaston Dupray, Gaston Prika, Maria Fromet                     | Comédie                          | 270 m.                            |
| Le Médecin du bagne                                                                     | Georges-André Lacroix                 | René Navarre, Paul Manson                                                                    |                                  |                                   |
| La Mégère apprivoisée                                                                   | Henri Desfontaines                    | Romuald Joubé, Denis d'Inès                                                                  |                                  |                                   |
| Les Menottes                                                                            | Louis Feuillade                       | René Navarre, Paul Manson                                                                    |                                  |                                   |
| Mignonne                                                                                | Jean Durand                           | Gaston Modot                                                                                 |                                  |                                   |
| Milton                                                                                  | Henri Desfontaines                    | Germaine Dermoz, Constant Rémy, Romuald Joubé                                                |                                  |                                   |
| Moïse sauvé des eaux                                                                    | Henri Andréani                        | Madeleine Roch                                                                               | Péplum                           | 260 m                             |
| Le Nez de Rigadin                                                                       | Georges Monca                         | Charles Prince, Amélie Diéterle, Herman Grégoire, Armand Lurville                            | Comédie                          | 185 m.                            |
| Le Noël de Bébé                                                                         | Louis Feuillade                       | René Dary, Renée Carl René Navarre                                                           | Comédie                          | 250 m                             |
| Le Noël du chemineau                                                                    | Camille de Morlhon                    |                                                                                              |                                  | 180 m                             |
| La Note de la blanchisseuse (ou Frisette, blanchisseuse de fin)                         | Georges Denola                        | Mistinguett, Charles Dechamps, Maurice Chevalier, Harry Baur, Gaston Prika, Rose Grane       | Comédie                          | 155 m.                            |
| Notre-Dame de Paris                                                                     | Albert Capellani                      | Henry Krauss, Stacia Napierkowska                                                            | Film dramatique                  | 36 min                            |
| La Nourrice sèche (ou Rigadin nourrice sèche)                                           | Georges Monca                         | Charles Prince, Émile Mylo, Suzanne Goldstein, Gabrielle Chalon                              | Comédie                          | 165 m.                            |
| Olivier Cromwell                                                                        | Henri Desfontaines                    | Jules Berry, Germaine Dermoz, Constant Rémy                                                  |                                  |                                   |
| L'Ombrelle                                                                              | Georges Monca                         | Charles Prince, Gabrielle Lange, Georges Tréville, Juliette Clarens                          | Comédie                          | 175 m.                            |
| L'Opérateur tenace                                                                      | Jean Durand                           | Gaston Modot                                                                                 |                                  |                                   |
| Paillasse                                                                               | Camille de Morlhon                    | Louis Ravet, Jeanne Delvair René Alexandre                                                   | Film dramatique                  | 245 m                             |
| Par habitude                                                                            | Max Linder                            | Max Linder, Maurice Chevalier                                                                | Comédie                          | 300 m                             |
| Le Pardessus de l'oncle                                                                 | Lucien Nonguet                        |                                                                                              | Comédie                          | 160 m                             |
| La Peau de l'ours                                                                       | Léonce Perret                         | Léonce Perret, Delphine Renot, Alice Tissot                                                  |                                  |                                   |
| Les Petites Apprenties                                                                  | Louis Feuillade                       | Renée Carl, Marie Dorly                                                                      |                                  | 220 m                             |
| Philémon et Baucis                                                                      | Georges Denola                        | René Alexandre, Romuald Joubé                                                                | Film dramatique                  | 170 m                             |
| Le Poison                                                                               | Louis Feuillade                       | René Navarre, Luitz-Morat                                                                    | Film dramatique                  |                                   |
| Le Poison de l'humanité                                                                 | Émile Chautard Victorin Jasset        | Edmond Duquesne, Suzanne Revonne                                                             | Film dramatique                  |                                   |
| La Pommade aspirante                                                                    | Jean Durand                           | Clément Mégé, Gaston Modot                                                                   |                                  |                                   |
| Le Pot de confitures                                                                    | Georges Denola                        | Bach, Gaston Prika, Madeleine Guitty                                                         | Comédie                          | 175 m                             |
| La Prêtresse de Carthage                                                                | Louis Feuillade                       | Georges Wague, Renée Carl, Luitz-Morat                                                       | Film dramatique                  | 300 m                             |
| Prix de vertu                                                                           | Albert Capellani                      | Germaine Reuver, Pâquerette, Georges Tréville                                                | Comédie                          | 225 m                             |
| Quand les feuilles tombent                                                              | Louis Feuillade                       | Renée Carl, Luitz-Morat, Yvette Andréyor                                                     | Film dramatique                  | 300 m                             |
| Qui perd gagne                                                                          | Jean Durand                           | Clément Mégé, Gaston Modot                                                                   | Comédie                          | 190 m                             |
| Radgrune                                                                                | Camille de Morlhon                    | Madeleine Roch, René Alexandre                                                               | Film dramatique                  | 310 m                             |
| Le Remords du juge                                                                      | Georges Denola                        | Jean Kemm, Georges Saillard, Germaine Dermoz, Georges Tréville                               | Film dramatique                  | 315 m.                            |
| Le Retour au foyer (ou Les Larmes de l'enfant)                                          | Georges Denola                        | Théodore Thalès, Madame Massilia, Maria Fromet, Henriette Moret                              | Film dramatique                  | 245 m.                            |
| Le rêve passe                                                                           | Louis Feuillade                       |                                                                                              |                                  |                                   |
| La Révolution française                                                                 | Louis Feuillade                       | Georges Wague                                                                                |                                  |                                   |
| Rigadin a l'âme sensible                                                                | Georges Monca                         | Charles Prince, Gabrielle Chalon, Andrée Marly, Gaby Briand                                  | Comédie                          | 165 m.                            |
| Rigadin cambrioleur                                                                     | Georges Monca                         | Charles Prince, Amélie Diéterle, Armand Lurville, Louis Brunais, Édouard Delmy, Gaston Prika | Comédie                          | 160 m.                            |
| Rigadin, cousin du ministre                                                             | Georges Monca                         | Charles Prince, André Simon, Gaston Prika, Fernand Tauffenberger, Paul Calvin                | Comédie                          | 180 m.                            |
| Rigadin est un galant homme                                                             | Georges Monca                         | Charles Prince, Léontine Massart, André Simon, Georges Tréville                              | Comédie                          | 170 m.                            |
| Rigadin et ses fils                                                                     | Georges Monca                         | Charles Prince, Paul Landrin, Fernande Bernard, Marcelle Barry                               | Comédie                          | 220 m.                            |
| Rigadin fait de la contrebande                                                          | Georges Monca                         | Charles Prince, Henry Houry, Rose Grane, Germaine Reuver, Gaston Dupray                      | Comédie                          | 180 m.                            |
| Rigadin n'aime pas le vendredi 13                                                       | Georges Monca                         | Charles Prince, Paul Landrin, Germaine Reuver, Maria Fromet, Pâquerette                      | Comédie                          | 145 m.                            |
| Rigadin se trompe de fiancée                                                            | Georges Monca                         | Charles Prince, Germaine Reuver, Paul Landrin, Gabrielle Lange                               | Comédie                          | 160 m.                            |
| Rigadin veut mourir                                                                     | Georges Monca                         | Charles Prince, Juliette Clarens, André Simon, Armand Lurville                               | Comédie                          | 170 m.                            |
| Rigadin veut se faire arrêter                                                           | Georges Monca                         | Charles Prince                                                                               | Comédie                          | 160 m.                            |
| La Rivale de Richelieu                                                                  | Gérard Bourgeois                      | Auguste Volny, Jacques Normand, Léontine Massart                                             | Film dramatique, Film historique | 750 mètres (dont 643 en couleurs) |
| Le Roi Lear au village                                                                  | Louis Feuillade                       | Suzanne Grandais, Renée Carl, Alice Tissot                                                   | Film dramatique                  | 300 m                             |
| Le Rôle d'un œuf                                                                        | Jean Durand                           | Ernest Bourbon, Gaston Modot                                                                 |                                  | 126 m                             |
| Romain Kalbris                                                                          | Georges Denola                        | Gabriel Briand, Paul Landrin, Eugénie Nau                                                    | Film dramatique                  | 250 m.                            |
| Le Roman d'une pauvre fille                                                             | Gérard Bourgeois                      | Berthe Bovy, Henri Étiévant                                                                  | Drame                            |                                   |
| Le Roman de la momie                                                                    | Albert Capellani, Henri Desfontaines  | Paul Franck, Romuald Joubé                                                                   |                                  |                                   |
| La Ruse de Miss Plumcake (ou À qui l'héritière ?)                                       | Georges Denola                        | Mistinguett, Louis Baron fils, Charles Dechamps, Émile Mylo, Félix Gandéra                   | Comédie                          | 180 m.                            |
| Le Sacrifice d'Abraham                                                                  | Henri Andréani                        |                                                                                              | Film dramatique                  | 250 m                             |
| La Savelli                                                                              | Camille de Morlhon                    | Madeleine Roch, Émile Chautard                                                               | Film dramatique                  | 360 m                             |
| Le Savetier et le Financier                                                             | Georges Monca                         | Charles Prince, Georges Tréville, André Simon                                                | Comédie                          | 235 m.                            |
| Le Secret du corsaire rouge                                                             | Louis Feuillade                       | Luitz-Morat, Yvette Andréyor, Renée Carl                                                     | Film d'aventure                  | 260 m.                            |
| La Souris blanche                                                                       | Louis Feuillade                       | Marie Dorly, Renée Carl                                                                      | Film dramatique                  | 313 m                             |
| Sous le joug                                                                            | Louis Feuillade                       | Renée Carl, Yvette Andréyor                                                                  |                                  | 290 m                             |
| La Suggestion du baiser                                                                 | Georges Monca                         | Madeleine Guitty, Pâquerette, Saturnin Fabre                                                 |                                  | 155 m                             |
| Le Suicidé malgré lui                                                                   | Jean Durand                           | Joë Hamman, Gaston Modot                                                                     |                                  | 132 m                             |
| La Suspicion                                                                            | Louis Feuillade                       | Louise Lagrange, Renée Carl, René Navarre                                                    |                                  |                                   |
| Tant que vous serez heureux                                                             | Louis Feuillade                       | Paul Manson, Renée Carl                                                                      | Film dramatique                  |                                   |
| Tante Aurore                                                                            | Louis Feuillade Georges-André Lacroix | Renée Carl, Maurice Vinot                                                                    | Comédie                          | 150 m                             |
| La Tare                                                                                 | Louis Feuillade                       | Jean Aymé, Renée Carl                                                                        | Film dramatique                  | 41 min                            |
| Les Terreurs de Rigadin                                                                 | Georges Monca                         | Charles Prince, Gabrielle Lange                                                              | Comédie                          | 155 m                             |
| Thaïs                                                                                   | Louis Feuillade                       | Luitz-Morat                                                                                  | Film dramatique                  |                                   |
| Le Trafiquant                                                                           | Louis Feuillade Léonce Perret         | Yvette Andréyor, Renée Carl                                                                  |                                  | 400 m                             |
| Le Triomphe d'un lutteur                                                                | Jean Durand                           | Gaston Modot                                                                                 |                                  | 150 m                             |
| Le Truc d'Anatole                                                                       | Jean Durand                           | Gaston Modot                                                                                 |                                  | 200 m                             |
| Le Truc de Rigadin                                                                      | Georges Monca                         | Charles Prince, André Simon, Paul Calvin, Léontine Massart                                   | Comédie                          | 185 m.                            |
| Le Trust ou les Batailles de l'argent                                                   | Louis Feuillade                       | Renée Carl, René Navarre, Paul Manson                                                        | Film dramatique                  | 600 m                             |
| Le Tyran de Syracuse                                                                    | Louis Feuillade                       | Luitz-Morat, Renée Carl, Léonce Perret                                                       |                                  |                                   |
| Une belle dame passa                                                                    | Louis Feuillade                       |                                                                                              |                                  |                                   |
| Une mariée qui se fait attendre                                                         | Louis J. Gasnier                      | Max Linder, Maurice Chevalier, Albert Préjean                                                | Comédie                          | 10 min                            |
| Un homme habile                                                                         | Georges Denola                        | Louis Blanche, André Simon, Suzanne Goldstein                                                | Comédie                          | 5 min.                            |
| Un monsieur qui a un tic                                                                | Albert Capellani                      | Félix Galipaux, Madeleine Guitty                                                             | Comédie                          | 165 m                             |
| L'Usurpateur                                                                            | André Calmettes, Henri Pouctal        | Gabriel Signoret, Jacques Guilhène, Suzanne Revonne                                          |                                  |                                   |
| Va promener Azor                                                                        | Jean Durand                           | Clément Mégé, Gaston Modot                                                                   | Comédie                          | 160 m                             |
| Vers l'idéal                                                                            | Louis Feuillade                       | Alice Tissot                                                                                 |                                  |                                   |
| Vers l'immortalité                                                                      | Jean Durand                           | Gaston Modot                                                                                 |                                  | 6 min                             |
| Vidocq                                                                                  | Gérard Bourgeois                      | Harry Baur, Andrée Marly                                                                     |                                  |                                   |
| La Vierge d'Argos                                                                       | Louis Feuillade                       | Yvette Andréyor, Renée Carl                                                                  | Film dramatique                  |                                   |
| Les Vipères                                                                             | Louis Feuillade                       | Jean Aymé, Renée Carl                                                                        | Film dramatique                  | 360 m                             |
| Voisins gênants                                                                         | Jean Durand                           | Lucien Bataille, Gaston Modot                                                                | Comédie                          |                                   |
| Voisin... voisine                                                                       | Max Linder                            | Max Linder, Charles Mosnier                                                                  | Comédie                          | 200 m                             |
| Votre femme vous trompe (ou Rigadin, votre femme vous trompe)                           | Georges Monca                         | Charles Prince, Émile André, Madeleine Guitty                                                | Comédie                          | 175 m                             |
| Le Voyage de l'oncle Jules                                                              | Jean Durand                           | Lucien Bataille, Gaston Modot                                                                | Comédie                          | 120 m                             |
| Les Yeux clos                                                                           | Louis Feuillade                       | Marthe Vinot, Renée Carl                                                                     |                                  |                                   |
| Zigomar, roi des voleurs                                                                | Victorin Jasset                       | Alexandre Arquillière, André Liabel                                                          |                                  |                                   |